# Чуи, Матьё Нгуджоло
Матьё Нгуджоло Чуи (фр. Mathieu Ngudjolo Chui; род. 8 октября 1970, Буниа, ДРК) — полковник армии Демократической республики Конго, в прошлом один из лидеров вооруженной группировки «Фронт националистов и интеграционистов» (FNI) и Сил патриотического сопротивления Итури (FRPI).
6 февраля 2008 года арестован конголезскими властями и передан Международному уголовному суду. Ему были предъявлены обвинения по шести пунктам в военных преступлениях и по трём пунктам в преступлениях против человечности. Среди обвинений: убийство, сексуальное рабство, привлечение несовершеннолетних к участию в боевых действиях.
В декабре 2012 года оправдан судьёй Бруно Котте за недостаточностью доказательств причастности обвиняемого к указанным преступлениям. Решение вызвало критику в адрес Международного уголовного суда.